# Artas (Betlem)
Artas (àrab: أرطاس, Arṭās) és una vila de la governació de Betlem, al centre de Cisjordània, situada 4 kilòmetres al sud-oest de Betlem. Segons l'Oficina Central d'Estadístiques de Palestina (PCBS), tenia 4.610 habitants en 2016.

## Etimologia
Segons le Strange, el nom Urtas probablement és la corrupció d' Hortus, que té el mateix significat que Firdus (paradís), mentre que Edward Henry Palmer creuq ue és un nom personal. El nom també podria derivar-se del llatí "hortus", que significa "jardí", d'aquí el nom Hortus conclusus del proper convent catòlic.

## Història

### Èpoques fatimita i mameluca
Segons Moshe Sharon, professor d'història islàmica antiga de la Universitat Hebrea de Jerusalem, dues inscripcions trobades al poble mostren el gran interès en Artas dels líders dels estats Califat Fatimita i mameluc, així com la riquesa del poble en aquesta època.
Nasir Khusraw (1004-1088) va escriure que «un parell de llegues de Jerusalem és un lloc on hi ha quatre pobles, i aquí hi ha una font d'aigua, amb nombrosos jardins i horts, i es diu Faradis (o els Paradisos), a causa de la bellesa del lloc.»
Durant el període dels croats, el poble era conegut com a Artasium o Iardium Aschas. El 1227, el Papa Gregori IX va confirmar que el poble havia estat lliurat a l'Església de Betlem. Els restes de l'església de les croades van ser arrasats al segle xix.

### Època otomana

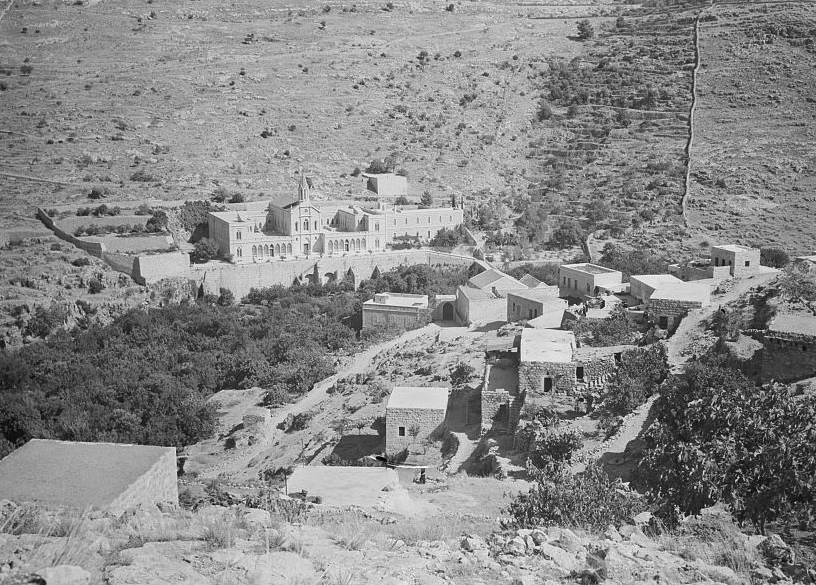
Artas, 1940

La vila fou incorporada a l'Imperi Otomà en 1517 amb la totalitat de Palestina, i en 1596 apareix als registres fiscals com a part de la nàhiya d'al-Quds del liwà homònim. Tenia una població de 32 llars musulmanes.
Fins al segle xix, els habitants d'Artas van ser responsables de custodiar les picines de Salomó, un sistema d'aigua que conduïa aigua a Betlem, Heròdium, al Mont del Temple o Haram al-Sharif a Jerusalem. El poble tenia una tradició d'acollir acadèmics estrangers i locals, no pocs dels quals eren dones. Com a resultat, hi ha un gran treball en tots els aspectes del poble.
A mitjans del segle xix, James Finn, cònsol britànic a Jerusalem (1846-1863), i la seva esposa Elisabeth Ann Finn, van comprar terres a Artas per establir una granja experimental on pretenien emprar jueus empobrits de la ciutat vella de Jerusalem. Johann Gros Steinbeck (avi de l'autor John Steinbeck) i el seu germà Friedrich, es van establir sota el lideratge de John Meshullam, un jueu convertit i membre d'una societat missionera britànica. Clorinda S. Minor també va viure a Artas en 1851 i 1853.
L'explorador francès Victor Guérin va visitar l'àrea el juliol de 1863, i va descriure la vila com que tenia uns 300 habitants. Moltes de les cases del poble semblen estar construïdes amb materials antics. Una llista oficial de pobles otomans de l'any 1870 va mostrar que Artas tenia 18 cases i una població de 60 habitants, tot i que el recompte de població només incloïa homes.
En 1883 el Survey of Western Palestine del Fons per a l'Exploració de Palestina descrivia Artas com «un petit llogaret enfilat a la costa ... amb una bona font darrere d'ell, d'on un aqueducte va portar a Jebel Furedis ... restes d'un embassament Humman Suleiman.» En 1896 la població d'Artas era estimada en unes 120 persones.

### Època del Mandat Britànic

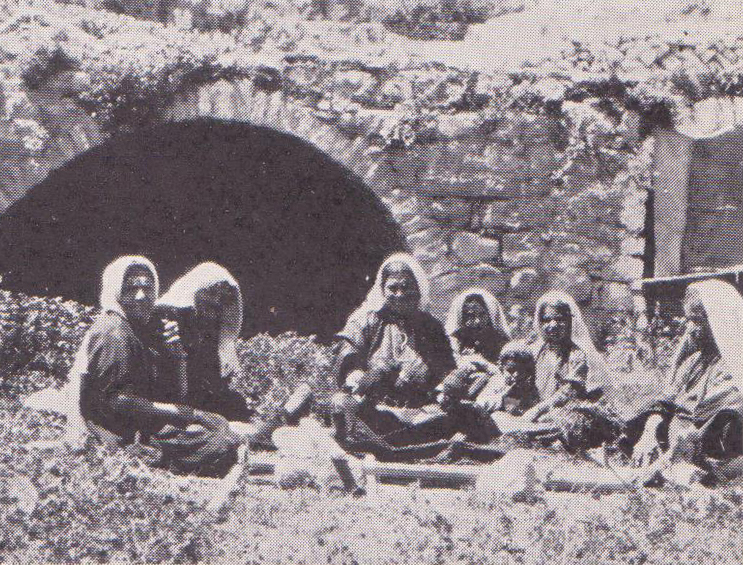
Dones d'Artas demostrant com teixien sobre un teler de terra per Grace Crowfoot, cap a 1944.

L'antropòloga finlandesa Hilma Granqvist va arribar a Artas en la dècada de 1920 com a part de la seva investigació sobre les dones de l'Antic Testament. Ella "va arribar a Palestina per trobar els avantpassats jueus de les Escriptures. El que va trobar era un poble palestí amb una cultura i forma de vida diferents. Per tant, va canviar l'enfocament de la seva investigació per a una investigació completa dels costums, hàbits i modes de pensar de la gent d'aquest poble. Granqvist va acabar quedant-se fins al 1931 documentant tots els aspectes de la vida de la vila. En fer-ho va prendre centenars de fotografies." Els seus llibres sobre Artas van ser publicats entre 1931 i 1965, convertint a Artas en un dels pobles palestins més documentats.
En el cens de Palestina de 1922, organitzat per les autoritats del Mandat Britànic, "Urtas" tenia 433, 192 homes i 197 dones musulmanes, i 1 home i 43 dones cristianes. En el cens de Palestina de 1931 la població d'Artas era de 619 en 123 cases. Hi havia 272 homes i 273 dones musulmanes, mentre que hi havia 5 homes i 69 dones cristianes.
En el cens de 1945, la població d'Artas era de 800; 690 musulmans i 110 cristians, que posseïen 4,304 dúnams de terra segons un cens oficial de terra i població. D'aquests, 894 dúnams eren plantacions i terra de rec, 644 per a cereals, mentre 54 dúnams eren sòl edificat.

### Després de 1948
En la vespra de guerra araboisraeliana de 1948, i després dels acords d'armistici araboisraelians de 1949, Artas fou ocupada pel regne haixemita de Jordània. Després de la Guerra dels Sis Dies de 1967 va romandre sota l'ocupació israeliana.